# Багиров, Башир Рза оглы
Башир Рза оглы Багиров (Рза Кули оглы, азерб. Bəşir Rzaqulu oğlu Bağırov; 1898, Казахский уезд — 1983, Таузский район) — советский азербайджанский животновод, Герой Социалистического Труда (1949).

## Биография
Родился в 1898 году в селе Дюз Кырыклы Казахского уезда Елизаветпольской губернии (ныне Таузский район Азербайджана).
С 1930 года колхозник, табунщик, старший табунщик, чабан овцеводческой фермы колхоза имени Ленина Таузского района. В 1948 году вырастил при табунном содержании 56 жеребят от 56 кобыл, имевшихся на начало года.
С 1970 года пенсионер союзного значения.
Указом Президиума Верховного Совета СССР от 24 июня 1949 года за получение высокой продуктивности животноводства в 1948 году Багирову Баширу Рза оглы присвоено звание Героя Социалистического Труда с вручением ордена Ленина и золотой медали «Серп и Молот».
Скончался в 1983 году в родном селе.